# Nicole Beharie
Nicole Beharie (West Palm Beach, Florida; 3 de enero de 1985) es una actriz estadounidense, conocida por sus papeles en American Violet (2008), Shame (2011) y 42 (2013). Desde septiembre de 2013 hasta abril de 2016 interpretó a la protagonista de la serie de la Fox Sleepy Hollow.

## Primeros años
Beharie nació en West Palm Beach, Florida. Asistió a la Orangeburg Wilkinson High School en Orangeburg, Carolina del Sur, y en 2003 se graduó de la South Carolina Governor's School for the Arts & Humanities. Entonces Beharie fue aceptada en la Escuela Juilliard de artes escénicas.

## Carrera
Ella hizo su debut cinematográfico en el 2008 en la película American Violet, donde interpretó el papel principal. También en el mismo año interpretó a Sarah Ward en The Express con el actor Rob Brown. En la película, Sins of the Mother (2010).
En 2011, interpretó a una cantante y compositora con el actor alemán Ken Duken en la comedia romántica My Last Day Without You. 
En 2013, Beharie interpretó a Rachel Robinson, esposa de Jackie Robinson (interpretado por Chadwick Boseman), en la película de béisbol histórica 42. Desde 2013 a 2016, interpretó a Abbie Mills en la serie Sleepy Hollow, que se basa en el cuento "La leyenda de Sleepy Hollow" de Washington Irving.

## Filmografía

### Cine
| Año  | Título                                | Personaje       | Notas |
| ---- | ------------------------------------- | --------------- | ----- |
| 2008 | American Violet                       | Dee Roberts     |       |
| 2008 | The Express                           | Sarah Ward      |       |
| 2010 | Sins Of The Mother                    | Lashay          |       |
| 2011 | My Last Day Without You               | Leticia Johnson |       |
| 2011 | Shame                                 | Marianne        |       |
| 2012 | Apartment 4E                          | Piper           |       |
| 2012 | The Last Fall                         | Faith Davis     |       |
| 2012 | Woman Thou Art Loosed: On the 7th Day | Beth Hutchins   |       |
| 2013 | 42                                    | Rachel Robinson |       |
| 2022 | Honk for Jesus. Save Your Soul.       | Shakura Sumpter |       |

### Televisión
| Año       | Título                            | Personaje                  | Notas                                                 |
| --------- | --------------------------------- | -------------------------- | ----------------------------------------------------- |
| 2009      | Three Rivers                      | Helen Reed                 | Episodio: "Win-loss"                                  |
| 2010      | Sins of the Mother                | LaShay Glory "Shay" Hunter |                                                       |
| 2011      | The Good Wife                     | Imani Stonehouse           | Episodios: "Feeding the Rat" y "Marthas and Caitlins" |
| 2012      | Law & Order: Special Victims Unit | Tracy Harrison             | Episodio: "Child's Welfare"                           |
| 2013–2016 | Sleepy Hollow                     | Abbie Mills                | Papel principal                                       |
| 2019      | Black Mirror                      | Theo Parker                | Episodio: "Striking Vipers"                           |
| 2023      | The Morning Show                  | Christine Hunter           |                                                       |